# Clemens van Ohrid

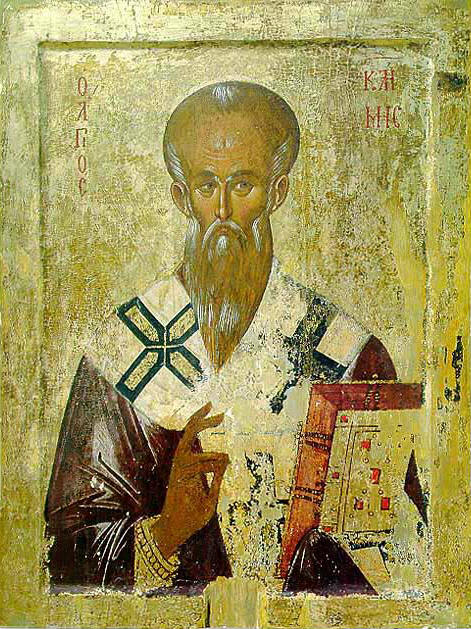
St. Clemens van Ohrid

De heilige Clemens van Ohrid (Bulgaars: Климент Охридски, Kliment Ochridski) (Koetmichevitsa (Bulgaarse Rijk), ca. 840 – Ohrid, 27 juli 916) was een middeleeuwse Bulgaarse geestelijke schrijver en de eerste Bulgaarse aartsbisschop. Clemens is geboren in het zuidwesten van Bulgarije, in de regio Macedonië. De orthodoxe kerk in de Macedonische hoofdstad Skopje, de Sint-Clemens van Ohrid, is naar hem vernoemd, evenals de universiteiten van Sofia en Bitola.